# Sogdiano de Persia
Sogdiano fue brevemente rey de Persia durante el año 423 a. C.
Era hijo bastardo del rey Artajerjes I y Alogine, una concubina babilona.
Es conocido principalmente gracias al historiador griego Ctesias de Cnido.

## Biografía
Cuando Artajerjes murió fue sucedido por Jerjes II, su único hijo legítimo, pero este fue asesinado a su vez por Sogdiano y el eunuco Farnacias, después de reinar 42 días. Sogdiano se hizo con el trono, pero después de 6 meses y 15 días fue derrotado y muerto por su medio hermano Darío II Oco.
El último documento babilonio fechado en el reinado de Artajerjes I data del 24 de diciembre de 424 a. C.
El próximo rey mencionado en los documentos es Darío II (el 10 de enero de 423 a. C.) siendo omitidos tanto Jerjes II como Sogdiano.
Es posible, entonces, que la guerra fratricida se haya desatado apenas muerto Artajerjes, y que la autoridad de Darío haya sido reconocida en Babilonia desde un primer momento.